# ادوارد هالت کار
ادوارد هالِت کار یا ئی. اچ. کار (۲۸ ژوئن ۱۸۹۲–۳ نوامبر ۱۹۸۲) مورخ، دیپلمات، روزنامه‌نگار و نظریه‌پرداز روابط بین‌الملل انگلیسی، و یکی از مخالفان تجربه‌گرایی در تاریخ‌نگاری بود.
کار بیشتر بخاطر نوشتن یک مجموعهٔ چهارده جلدی دربارهٔ تاریخ شوروی از ۱۹۱۷ تا ۱۹۲۹، نوشته‌های وی در زمینهٔ روابط بین‌الملل از جمله بحران بیست ساله، و کتاب تاریخ چیست؟ شناخته می‌شود.

## پی‌نوشت‌ها
1. ↑  Hughes-Warrington, p. 24